# Елисеев, Никита Львович

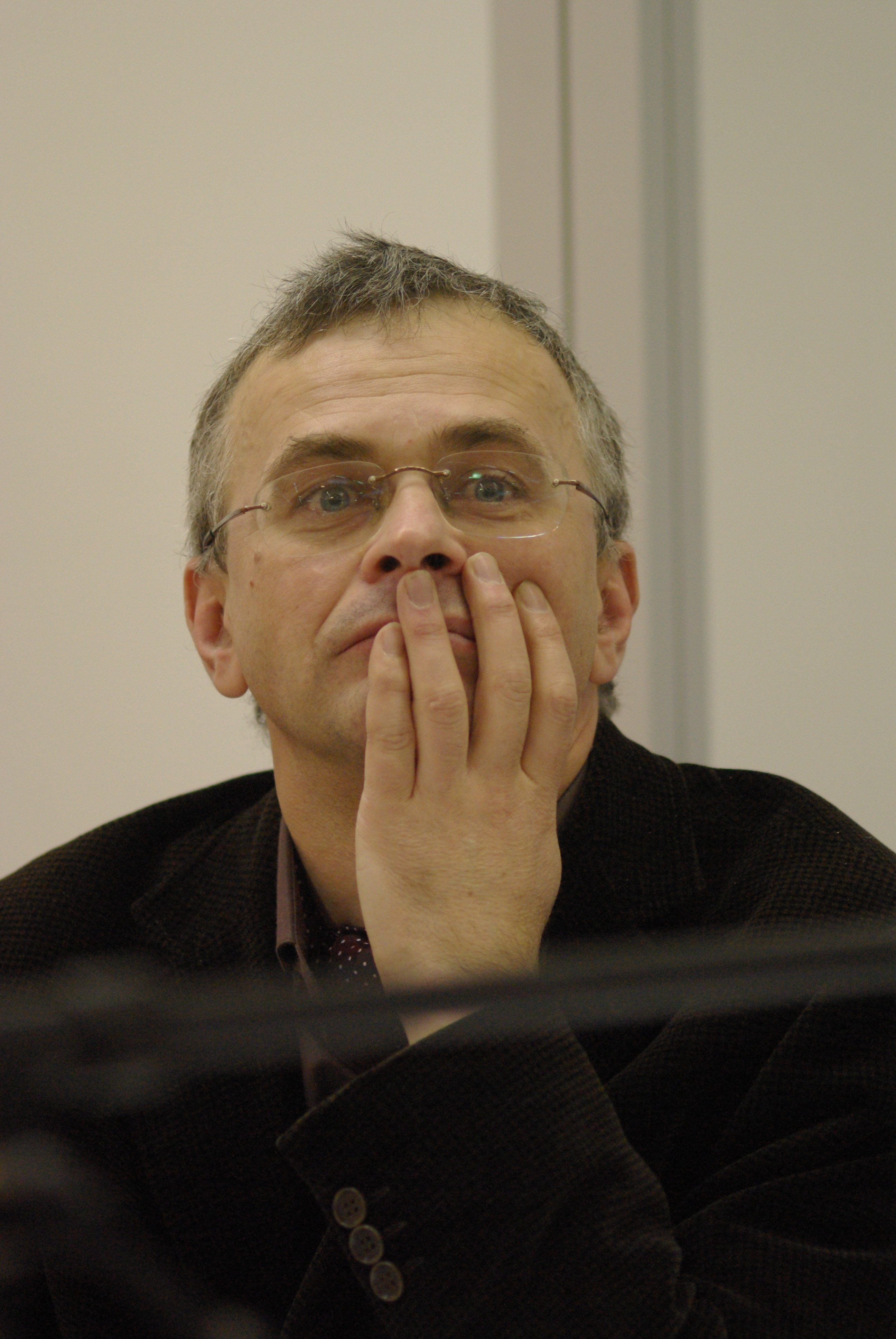
Елисеев на 12-й Международной ярмарке интеллектуальной литературы, Non-Fiction 2010, Москва

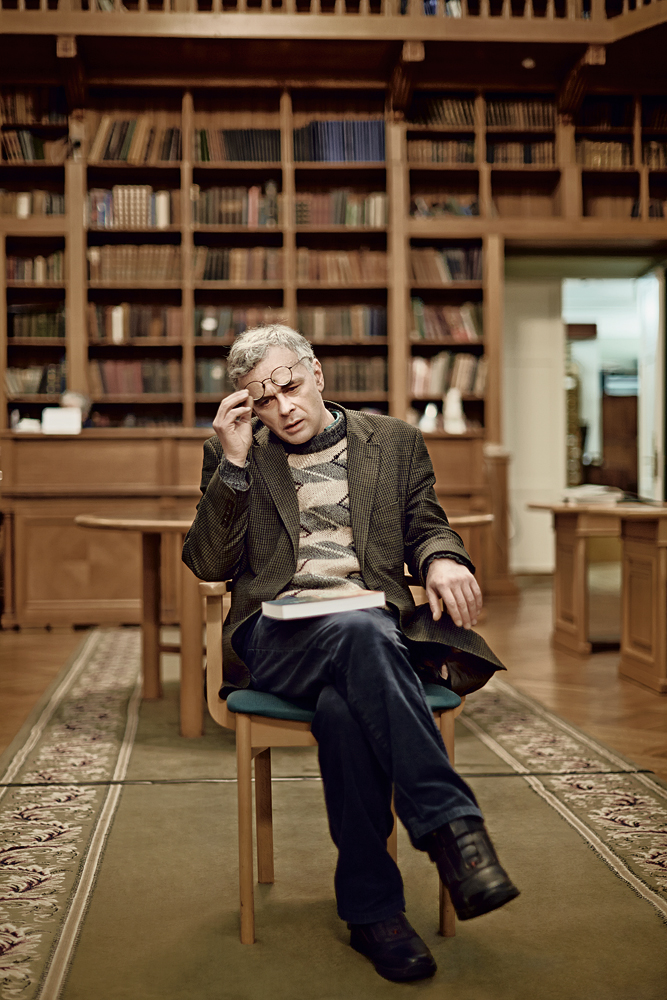
Н. Елисеев. Фото А. Костромина, ноябрь 2016 года.

Ники́та Льво́вич Елисе́ев (род. 6 августа 1959, Ленинград) — российский библиограф, литературный и кинокритик, публицист, писатель и переводчик.

## Биография
Родился в семье ленинградских, петербургских артистов, заслуженного артиста России Льва Елисеева и Маргариты Батаевой. В 1980 году окончил исторический факультет Ленинградского педагогического института им. А. И. Герцена. С 1982 года работал в Российской национальной библиотеке в Санкт-Петербурге. Прошел путь от регистратора до ведущего библиографа.
В мае 2022 года был уволен из РНБ, будто бы за нарушение библиотечного Кодекса этики и «имиджевый ущерб Российской национальной библиотеке»; по данным журналистов, нарушение Кодекса этики выразилось в решительном протесте против проведения в библиотеке концерта, нарушавшего тишину и мешавшего работе читателей. Более 80 деятелей культуры, в том числе Александр Сокуров, Вениамин Смехов, Ирина Прохорова и Галина Юзефович, подписали открытое письмо с требованием восстановить Елисеева на работе.
Как литературный критик и публицист печатается с 1991 года в журналах «Знамя», «Новый мир», «Звезда», «Вопросы литературы», «Новая русская книга», «Критическая масса», «Новое литературное обозрение», «Постскриптум», «Ступени», «Новое время», Октябрь", «Нева», «Вестник Европы», «Арион», «Питерbook», «Эксперт Северо-Запад», «Век XX и мир», «Сеанс», в газетах «Первое сентября» и «Iностранец», в сетевом издании «Русский журнал». В 2002 году вышел первый сборник — эссе и критических статей «Предостережение пишущим».
Член редколлегии издательства «Сеанс». Автор ряда статей энциклопедии «Новейшая история отечественного кино. 1986—2000. Кино и контекст».
Академик Академии русской современной словесности. Член Санкт-Петербургского союза писателей.
Лауреат премии журнала «Новый мир» за 1998 год. Лауреат гуманитарной и книгоиздательской премии «Книжный Червь» (2019). Лауреат конкурса «Тенета-ринет-2003».
Посещал литературный семинар Бориса Стругацкого.
Номинатор и член жюри литературных премий: «Букер — Открытая Россия», премии Андрея Белого, Международной литературной премии в области фантастики имени Аркадия и Бориса Стругацких («АБС-премия»), Аполлона Григорьева, «Национальный бестселлер».
Никита Львович Елисеев является героем песни «Питерский сноб кирилл рейн» в исполнении ВИА «Фрагменты Наблюдений», альбом «Какие есть на свете имена… Часть 1» (Uzda Gimeneya Records, 2022—2024). Стихи — Михаил Лоов и Валерий Георгиевич Петров, музыка — народная. https://music.yandex.ru/album/32825936/track/129973861

## Отзывы
Критик Александр Касымов: «…Его, выпускника исторического факультета, в литературе больше интересует возможность связи, переклички времен».
Историк Сергей Семанов (о статье «Красота дьявола», «Новый мир», 2001, № 5): «Это типичное блюдо литературно-либеральной кухни».
Критик Михаил Эдельштейн: «…Он критик-диагност, он умеет так определить писателя, что тот будет трепыхаться, как пришпиленная бабочка… но с булавки ему уже не слезть и надпись на этикетке не поменять».

## Основные труды

### Книги
- Предостережение пишущим : эссе. — СПб.; М. : Лимбус Пресс, 2002. — 334 с. — (Инстанция вкуса). — ISBN 5-8370-0015-1.
- По теченью и против теченья… : Борис Слуцкий: жизнь и творчество / Петр Горелик, Никита Елисеев. — М. : Новое литературное обозрение, 2009. — 384, [2] с., [8] л. портр., ил. — ISBN 978-5-86793-704-1.
- Николай II без ретуши. СПб.: Амфора, 2009. ISBN 978-5-367-01136-4
- Против правил : литературно-критические статьи. — СПб., 2014. — 414 с. — ISBN 978-5-93682-974-1.
- Судьба драконов в послевоенной галактике. Фантастический роман. https://booksonline.com.ua/view.php?book=34469
- Мардук: Рассказ // Октябрь. 1997. № 12
- Кот в сапогах. Пьеса. http://opushka.spb.ru/text/eliseev_kot.shtml

### Переводы
- Хафнер С. История одного немца : Частный человек против тысячелетнего рейха / Пер. с нем. Никиты Елисеева под ред. Галины Снежинской; коммент. и послесл. Никиты Елисеева. — СПб. : Иван Лимбах, 2016. — 442, [2] с. — ISBN 978-5-89059-256-9.
- Хафнер, Себастьян. Некто Гитлер. Политика преступления /Пер. с нем. Никиты Елисеева под ред. Галины Снежинской; коммент. и послесл. Никиты Елисеева. — 2-е изд. СПб. : Иван Лимбах, 2020. — 320. — ISBN 978-5-89059-325-2

### Статьи
- Лакуны и «антилакуны» // Новый мир. — 1999. — № 7. — С. 215—222. — Рец. на кн.: Русские писатели. XX век : биобиблиографический словарь : В 2 ч. М., 1998.

### Артистические работы
- Аудиокнига  роман "Ключ в двери" Льва Усыскина -- чтец.